# Doro Balaguer
Isidoro Balaguer Sanchis, plus connu sous le nom de Doro Balaguer, né à Valence (Espagne) en 1931 et mort dans la même ville le 29 janvier 2017, est un peintre abstrait, membre du groupe Parpalló (es), et  militant politique, dirigeant du Partit Comunista del País Valencià (PCPV) puis fondateur d'Unitat del Poble Valencià,.

## Biographie
Issu d'une famille de petits commerçants et industriels de Valence, Doro Balaguer étudie les beaux-arts à l'ancien couvent du Carme (es) de la ville, où se trouve l'école. Plus tard il vit à Paris, où il est influencé par les tendances les plus avant-gardistes de la peinture des années 1950 et s'engage politiquement en adhérant au Parti communiste d'Espagne, (PCE).
De retour à Valence, il rejoint le groupe Parpalló (es), fondé en 1956. Lors d'un de ses voyages en Espagne, il est arrêté à plusieurs reprises pour ses activités en lien avec le Parti communiste, il est victime de torture et son passeport lui est confisqué, l'empêchant de retourner à Paris. Peu de temps après, il abandonne la peinture et se consacre à la politique,,,,.
Pendant le franquisme, il devient l'une des principales figures du PCE (alors clandestin) au Pays valencien,. L'avènement de la transition démocratique entraîne une recomposition du panorama politique, notamment le regroupement de formations communistes locales dans le Parti communiste du Pays valencien, dont Balaguer est un des dirigeants,. Il fait partie des quelques grandes figures qui introduisent les idées de Joan Fuster en politique, dont il s'est dit admirateur et a reconnu l'influence personnelle. Au début des années 1980, il quitte le parti avec une partie de son secteur valencianiste en désaccord avec la ligne imposée par l'autre secteur aligné sur le PCE, pour fonder l'Agrupament d'Esquerra del País Valencià (ca), parti éphémère qui participe aux élections générales de 1982 au sein de la coalition Unitat del Poble Valencià (UPV), qui deviendra à son tour un parti politique deux ans plus tard,,,. En outre, Doro Balaguer est le candidat à la présidence de la Généralité pour UPV aux élections au Parlement valencien de 1983, où il obtient à peine plus de 3 % des voix et, bien qu'il s'agisse de la quatrième force politique, aucun siège,,. Cet échec le conduit à abandonner la politique dans les années 1990. En 2009, il revient à la peinture, dans son style abstrait. En 2011, il organise une grande exposition rétrospective à Valence parrainée par la Fondation Chirivella Soriano. Par la suite, il poursuit son travail de peinture et d'expositions, particulièrement dans la Communauté valencienne et en Aragon,.
Selon ses propres mots, il a d'abord eu « une militance communiste pas trop communiste », puis « une militance nationaliste pas trop nationaliste. »
En 2001, il reçoit la médaille d'or de l'université de Valence pour son « engagement envers la démocratie, la liberté et la défense des droits collectifs. »